# Alf Watson

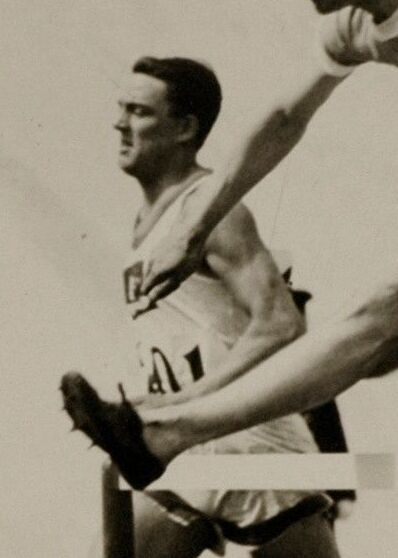
Alf Watson (1928)

Alf Watson (eigentlich Alfred Joseph Watson; * 26. Mai 1907; † 23. August 1992) war ein australischer Hürdenläufer und Sprinter.
Bei den Olympischen Spielen 1928 in Amsterdam und 1936 in Berlin schied er über 110 m Hürden und 400 m Hürden jeweils im Vorlauf aus.
1938 wurde er bei den British Empire Games in Sydney Vierter über 440 Yards Hürden und gewann Bronze in der 4-mal-110-Yards-Staffel.
Je zweimal wurde er Australischer Meister über 120 Yards Hürden (1930, 1932) und 440 Yards Hürden (1930, 1936). 1926 wurde er Australasiatischer Meister über 440 Yards Hürden.

## Persönliche Bestzeiten
- 120 Yards Hürden: 14,8 s, 1936
- 440 Yards Hürden: 43,9 s, 29. Februar 1936, Melbourne (entspricht 43,6 s über 400 m Hürden)